# Duroides globosus
Duroides globosus är en insektsart som beskrevs av Melichar 1906. Duroides globosus ingår i släktet Duroides och familjen sköldstritar. Inga underarter finns listade i Catalogue of Life.